# Роєнчин
Роєнчин (пол. Rojęczyn, нім. Roniken) — село в Польщі, у гміні Ридзина Лещинського повіту Великопольського воєводства.
Населення — 323 особи (2011).
У 1975-1998 роках село належало до Лешненського воєводства.

## Демографія
Демографічна структура станом на 31 березня 2011 року:
|          | Загалом | Допрацездатний вік | Працездатний вік | Постпрацездатний вік |
| -------- | ------- | ------------------ | ---------------- | -------------------- |
| Чоловіки | 156     | 37                 | 107              | 12                   |
| Жінки    | 167     | 42                 | 90               | 35                   |
| Разом    | 323     | 79                 | 197              | 47                   |